# Dan Butler
Daniel Eugene "Dan" Butler (Huntington, Indiana, 2 de desembre de 1954) és un actor estatunidenc conegut pel seu paper Bob "Bulldog" Briscoe a la sèrie de televisió Frasier.

## Filmografia

### Sèries de televisió (selecció)[3]
- Roseanne: Art (1991–1992)
- Frasier: Robert "Bulldog" Briscoe (1993–2004)
- Caroline in the City: Kenneth Arabian (1995, 1997)
- Hey Arnold!: Veu de Mr. Simmons/pare de Lila (1997–2002)
- From the Earth to the Moon: director de vol de la NASA Eugene Kranz (1998)
- More Tales of the City: Edward Bass Matheson (1998)
- The Mist: Father Romanov (2017)